# Anillo vial de Requena
El anillo vial de Requena es una autopista de circunvalación en la ciudad de Requena, departamento de Loreto en el Perú. Tiene una longitud de 0,6 km.
El anillo vial o periférico pasá por la quebrada Camaná; dicha quebrada rodea a la ciudad, mientras que en el otro extremo se ubica el río Tapiche.

## Reinicio y culminación de construcción
La obra se inició el año 2013, pero fue paralizada por el crecimiento del río y de la quebrada que lo rodea, si bien un 61.4 % de los trabajos estaban completos. Ese mismo año se reinició la construcción, y en 2014 se concluyó en un 97 %, según autoridades del Gobierno regional. Sin embargo, la obra se obstaculizó debido a la llegada del fenómeno del Niño, que en los últimos meses ocasionó un descenso del caudal de los ríos y, por consiguiente, dificultó el envío de materiales desde Nauta.
Se planea que, con la finalización de la obra, varios pueblos de la periferia de la ciudad se conecten con el puerto principal, haciendo que rodeen la ciudad y, a la vez, no genere embotellamientos como sucede en Iquitos.
Actualmente está autopista esta en malas condiciones, por la falta de mantenimiento por la Municipalidad de la provincia de Requena, y también por el crecimiento del río y de la quebrada que lo rodea.